# Giorgio Albertini
Giorgio Albertini (Milaan, 2 november 1968) is een Italiaanse archeoloog, historisch en wetenschappelijk illustrator, wetenschappelijk schrijver, stripscenarist en striptekenaar. 
Vanaf 2016 werkt hij als scenarist aan zijn stripreeks Chronosquad. 
In 2018 verscheen het eerste stripalbum van zijn hand in de reeks Alex.

## Carrière
Albertini studeerde middeleeuwse geschiedenis aan de Universiteit van Milaan. Als archeoloog nam hij vervolgens deel aan verschillende opgravingen, waarbij hij verantwoordelijk was voor het tekenen van de archeologische situaties.
In 2014 verscheen het verhaal Sfessania bij uitgeverij Delcourt, gevolgd door Decio.
Vanaf 2016 schrijft hij voor de stripreeks getiteld Chronosquad, uitgegeven door de uitgeverij Delcourt en getekend door Grégory Panaccione. In 2019 verscheen in deze science fiction-serie het vijfde album.
In 2017 schreef Albertini een eerste verhaal voor uitgeverij Casterman, getiteld Flaubert dat werd opgenomen in het derde volume van Pandora.
In 2018 tekende hij voor de reeks Alex het verhaal Veni, vidi, vici op scenario van zijn vriend David B. In 2020 volgde De god zonder naam.
- Gemeinsame Normdatei: 1034090208
- International Standard Name Identifier: 0000 0004 0286 0880
- Library of Congress Control Number: no2013028563
- Système universitaire de documentation: 196169542
- Virtual International Authority File: 299002310
- WorldCat: E39PBJgcXBKDwmQmQjyyKVF7pP